# Jalen Carter
Jalen Da’Quan Carter (Apopka, Florida; 4 de abril de 2001) más conocido como Jalen Carter, apodado Baby Rhino o Breadman, es un jugador profesional estadounidense de fútbol americano, se desempeña en la posición de defensive tackle en Philadelphia Eagles, en la National Football League (NFL).

## Carrera
Hizo su debut profesional con el equipo Philadelphia Eagles, lleva jugando una temporada, comenzó en el 2023.